# Ezechiel Ndouassel
Ezechiel Ndouassel (Ndjamena, 22 april 1988) is een Tsjadisch voetballer, die als aanvaller speelt.
Ndouassel speelt sinds augustus 2017 voor de Indonesische voetbalclub Persib Bandung en sinds 2006 voor het nationaal elftal van Tsjaad.

## Statistieken
| Seizoen | Club                       | Land      | Competitie              | Duels | Goals |
| ------- | -------------------------- | --------- | ----------------------- | ----- | ----- |
| 2010/11 | Club Africain              | Tunesië   | Nationale A             | 7     | 2     |
| 2011/12 | Club Africain              | Tunesië   | Nationale A             | 21    | 9     |
| 2012/13 | Akhmat Grozny              | Rusland   | Premjer-Liga            | 15    | 4     |
| 2013/14 | → Konyaspor                | Turkije   | Süper Lig               | 6     | 0     |
| 2013/14 | → Club Africain            | Tunesië   | Nationale A             | 11    | 3     |
| 2014/15 | Club Africain              | Tunesië   | Nationale A             | 0     | 0     |
| 2014/15 | NA Hussein Dey             | Algerije  | Ligue Professionnelle 1 | 7     | 1     |
| 2015/16 | Club Sportif Sfaxien       | Tunesië   | Nationale A             | 26    | 9     |
| 2016/17 | Hapoel Ironi Kiryat Shmona | Israël    | Ligat ha'Al             | 11    | 3     |
| 2016/17 | Hapoel Tel Aviv            | Israël    | Ligat ha'Al             | 5     | 1     |
| 2016/17 | Persib Bandung             | Indonesië | Liga 1                  | 14    | 4     |
| 2017/18 | Persib Bandung             | Indonesië | Liga 1                  | 14    | 13    |
| Totaal  | Totaal                     | Totaal    | Totaal                  | 137   | 49    |